# Hilary Page

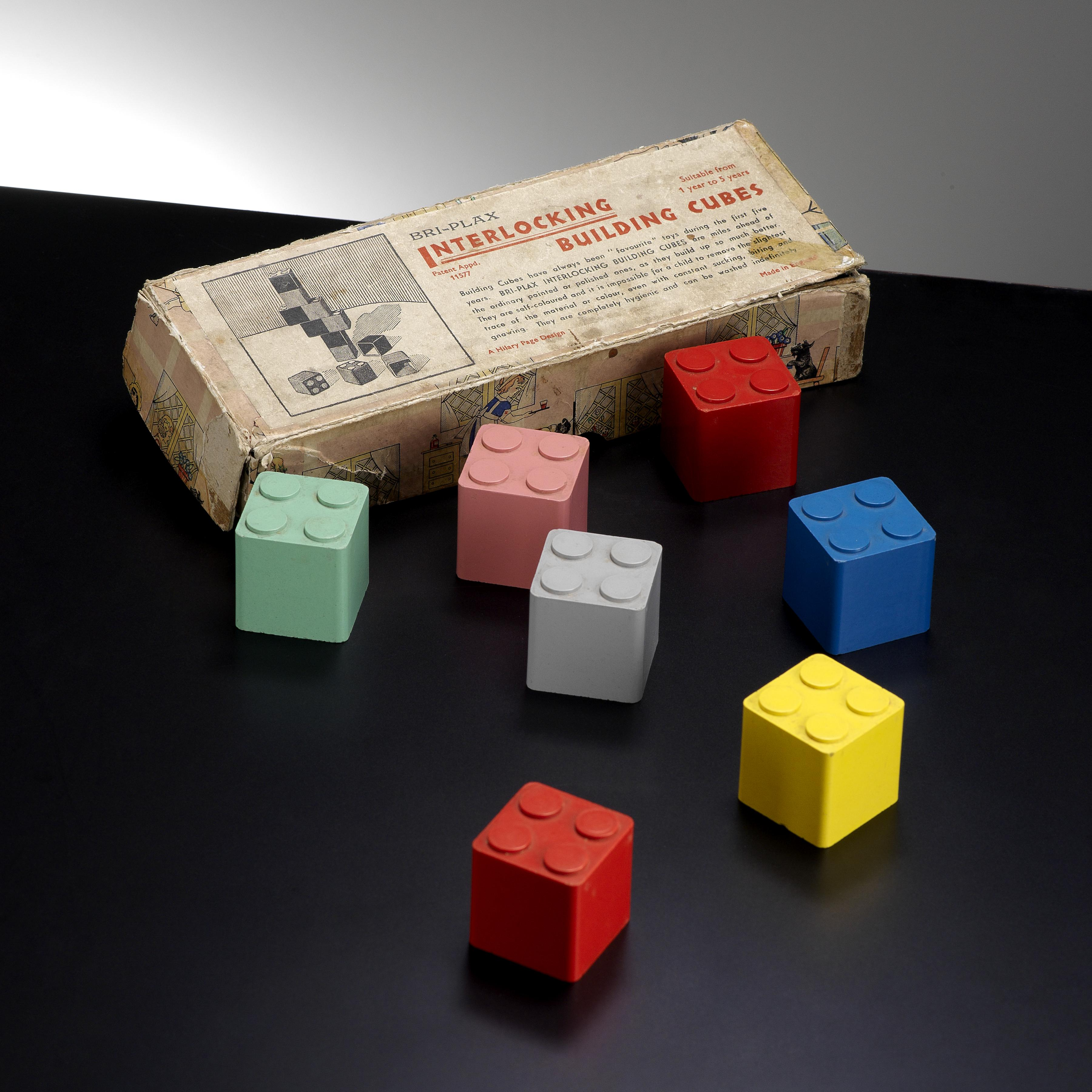
Von Hilary Page 1939 entwickelte Bri-Plax Interlocking Building Cubes

Hilary „Harry“ Fisher Page (* 20. August 1904 in Sanderstead, Surrey; † 24. Juni 1957) war ein britischer Spielzeugmacher, Autor und Unternehmer. Er gründete die Spielzeug-Unternehmen Kiddicraft und British Plastic Toys Ltd. Die von ihm 1939 nur im Vereinigten Königreich patentierten Interlocking Building Cubes gelten als ein Vorläufer der Lego-Klemmbausteine.

## Leben
Hilary Page wurde 1904 als erstes von zwei Kindern von Samuel Fisher und Lillian Maude Page im südenglischen Sanderstead geboren. Schon als Kind zeigte er Talent bei der Herstellung eigener Spielzeuge und dem Erfinden neuer Spiel-Ideen. Sein im Holzhandel tätiger Vater schenkte ihm einmal zum Geburtstag zwei Tonnen Altholz, mit dem Page jahrelang neue Holzspielzeuge bauen konnte.
Page besuchte von 1918 bis 1923 die Shrewsbury Public School, wo er sich für das Rudern und die Fotografie begeisterte. Nach der Schule war er wie sein Vater zunächst in der Holzbranche tätig. Aus seiner 1929 mit Norah Harris geschlossenen Ehe ging im Mai 1932 die Tochter Jill hervor.
1932 nutzte Page seine Ersparnisse in Höhe von 100 Pfund Sterling und gründete mit einigen Partnern in Purley den kleinen Spielwarenladen Kiddicraft. Zunächst importierten Page und seine Partner Holzspielzeuge aus Russland, bevor Page auch mit der Kreation eigener Spielzeuge begann.
Page propagierte als einer der ersten Kinderspielzeug aus Kunststoff anstelle von Holz, dessen Lackierung oder Beschichtung stets Gefahr laufe, von nuckelnden Kindern abgenagt zu werden. Er argumentierte zudem damit, dass Kunststoff leichter abwaschbar und in vielen für Kinder attraktiven Farben herstellbar sei. Während der 1930er Jahre experimentierte Page mit der Produktion von Spielzeugen aus verschiedenen Kunststoffen.
Kiddicraft musste 1937 schließlich Konkurs anmelden, was Page schwer traf. Trotzdem arbeitete er an neuen Spielzeugideen und nutzte die neugewonnene Zeit, um das Spielen von Kleinkindern in verschiedenen Vorschul-Einrichtungen zu studieren und dabei herauszufinden, welche Spielzeuge die Kinder am interessantesten fanden. Im Ergebnis entwickelte er verschiedene Spielzeuge für die unterschiedlichen Stufen der frühkindlichen Entwicklung. Seine Erkenntnisse veröffentlichte er 1938 in seinem ersten Sachbuch Playtime in the First Five Years.
Da seine Kiddicraft-Partner einen Wechsel auf die Kunststoff-Produktion stets als zu riskant abgelehnt hatten, hatte Page bereits 1936 mit British Plastic Toys Ltd ein neues Unternehmen gegründet. Ab 1937 verkaufte er seine neuentwickelten „Sensible Toys“ unter dem Markennamen Bri-Plax. Viele seiner Spielzeuge basierten auf den zuvor aus Russland importierten Holzspielzeugen, aber Page entwickelte auch komplett neue Produkte. Darunter befanden sich die Interlocking Building Cubes, farbige Klemmbausteine aus Kunststoff, die sich zusammenstecken ließen. 1939 ließ sich Page das Konzept im Vereinigten Königreich patentieren.
Die „Sensible Toys“ verkauften sich sehr gut und das Unternehmen expandierte bald. Kurz vor dem Zweiten Weltkrieg scheiterte jedoch seine erste Ehe. Zu Beginn des Krieges musste die Produktion aller nicht kriegswichtigen Kunststoffe und damit der Kiddicraft-Spielzeuge gestoppt werden. Page reiste in die Vereinigten Staaten, wo er von 1940 bis 1942 Vorlesungen und Rundfunk-Auftritte zum Thema der Kinder in Kriegszeiten hielt. In Chicago lernte er seine zweite Frau Oreline kennen, die er im Juli 1941 heiratete. 1942 kehrte das Paar nach England zurück, wo Page weiter Vorträge hielt und beim Verlag Allen & Unwin sein Buch Toys in Wartime veröffentlichte, das Empfehlungen zum Bau von Spielzeugen unter den widrigen Kriegsbedingungen enthielt. 1946 adoptierte das Ehepaar die Ende 1945 geborenen Zwillingsmädchen Geraldine und Vivienne.
Nach dem Krieg wandte er sich wieder seinen „Sensible Toys“ zu, die nach der Zustimmung seiner Partner nun auch unter der Marke Kiddicraft verkauft wurden. Das Unternehmen wuchs stetig. Ab 1947 vertrieb das Unternehmen die verbesserten Self-Locking Building Bricks. Die Details des Systems meldete Page in den Jahren 1944 bis 1949 zum Patent an.
Als die dänischen Spielzeugmacher Ole Kirk Christiansen und Godtfred Kirk Christiansen 1947 für ihr Unternehmen Lego eine Spritzgießmaschine in London bestellten, erhielten sie auch Muster-Formen und möglicherweise weitere Informationen zu Pages Klemmbausteinen. Das Design der ersten Lego-Steine orientierte sich an Pages Self-Locking Bricks. Hilary und Oreline Page besuchten Dänemark im Juni 1949; ob sie dabei auf Ole und Godtfred Kirk Christiansen trafen, ist nicht gesichert. Pages Witwe und Töchter gaben später an, Page seien die Lego-Steine nicht bekannt gewesen.
In den 1950er Jahren expandierte Kiddicraft nach Frankreich, Deutschland und Spanien. 1953 veröffentlichte Page eine überarbeitete Auflage seines Buchs Playtime in the First Five Years. Danach wandte er sich seinem nächsten Projekt zu, den Kiddicraft Miniatures – verkleinerten Spielzeug-Versionen verschiedener Haushaltsgegenstände und Nahrungsmittel. Page schloss dafür zahlreiche Lizenzvereinbarungen. Insgesamt waren über 300 verschiedene Miniaturen geplant. Jedoch konnte er das Projekt nicht zum Abschluss bringen, nicht alle geplanten Miniaturen konnten verwirklicht werden, und die Lizenzvereinbarungen drohten zu scheitern. Hilary Page befürchtete einen erneuten Konkurs und verübte schließlich am 24. Juni 1957 Suizid.
Seine Partner und Pages Witwe Oreline betrieben die Firma nach seinem Tod weiter. Oreline Page verkaufte das Unternehmen 1977 an die Hestair-Firmengruppe, die es 1989 an Fisher-Price veräußerte. Dort wurde die Marke Kiddicraft noch bis Mitte der 1990er Jahre genutzt. Lego hatte bereits 1981 alle Rechte der Kiddicraft-Entwürfe von Hestair für 45.000 Pfund Sterling erworben, was ihnen aber im einige Jahre später folgenden Rechtsstreit mit Tyco Toys über deren Super Blocks nichts helfen sollte.
Im Mai 2007 wurde Hilary Page postum für seine herausragenden und bedeutenden Beiträge in der Spielwarenindustrie mit dem Lifetime Achievement Award der British Toy & Hobby Association ausgezeichnet; den Preis nahmen seine drei Töchter Jill, Geraldine und Vivienne entgegen.
Seit 2023 werden wieder Klemmbaustein-Sets unter der Marke Kiddicraft von der deutschen Firma Dark-Side-Bricks GmbH angeboten.

## Schriften
- Playtime in the First Five Years. (First Edition) Watson & Crossland Limited, Croydon, Surrey, 1938, 168 Seiten.
- Toys in Wartime. Allen & Unwin, London, 1942.
- Toys You Can Make Yourself. Odhams Press Ltd, Long Acre, London, 1949, 255 Seiten, illustriert.
- Personality and Success. The Caxton Publishing Co. Ltd, London, 1950; 2 Bände, Volume 1 mit 325 Seiten, Volume 2 mit 275 Seiten.
- Playtime in the First Five Years. (Second Edition) Allen & Unwin, London, 1953, 178 Seiten.